# Lago Kleiner Arber
El lago Kleiner Arber (en alemán: Kleiner Arbersee) es un lago situado en la región administrativa de Alto Palatinado, muy cerca de la frontera con la región de Baja Baviera, en el estado de Baviera (Alemania), a una elevación de 918 metros; tiene un área de 9.4 hectáreas. 